# ورزش در فنلاند

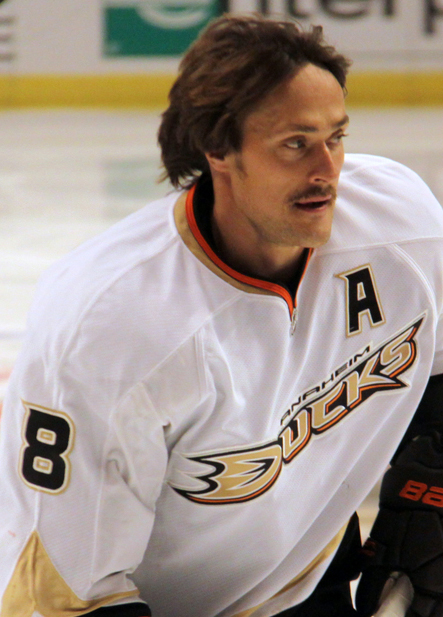
تیمو سلانه بهترین گلزن فنلاندی هاکی روی یخ.

ورزش در فنلاند به عنوان یک سرگرمی ملی در نظر گرفته می‌شود و بسیاری از فنلاندی‌ها به‌طور منظم رویدادهای ورزشی مختلف را دنبال می‌کنند. پساپالو ورزش ملی فنلاند و محبوب‌ترین ورزش‌ها از نظر بینندگان تلویزیونی و پوشش رسانه ای هاکی روی یخ و فرمول یک است. از نظر تماشاگران حضوری، مسابقه کالسکه‌رانی پس از هاکی روی یخ محبوبیت بالایی دارد. سایر ورزش‌های محبوب در این کشور عبارتند از فلوربال، باندی، فوتبال، رینگت و پسپالو.

## ورزش‌های پرطرفدار

### هاکی روی یخ
هاکی روی یخ محبوب‌ترین ورزش در فنلاند است. لیگ اصلی فنلاند دارای میانگین حضور ۴۸۵۰ نفر است. ۶۹ درصد از مردم فنلاند فینال مسابقات جهانی هاکی روی یخ ۲۰۱۶ بین فنلاند-کانادا را در کانال MTV3 تلویزیون تماشا کردند. تیم ملی هاکی روی یخ مردان فنلاند چهار بار در سال‌های ۱۹۹۵، ۲۰۱۱، ۲۰۱۹ و ۲۰۲۲ قهرمان جهان شده است و یکی از اعضای موسوم به «بیگ سیکس»، کانادا، چک، روسیه، سوئد و ایالات متحده گروه غیررسمی شش کشور قوی‌ترین مردان هاکی روی یخ مردان به‌شمار می‌رود.
در بازی‌های المپیک زمستانی ۲۰۲۲، تیم هاکی فنلاند برای اولین بار طلای المپیک مسابقات مردان را به دست آورد. تیمو سلانه، جاری کری، یره لهتینن، تپو نومینن، تووکا راسک و برادران ساکو کویوو و میکو کویوو برخی از برجسته‌ترین بازیکنان فنلاندی است. فنلاند میزبان مسابقات جهانی هاکی روی یخ مردان در سال‌های ۱۹۶۵، ۱۹۷۴، ۱۹۸۲، ۱۹۹۱، ۱۹۹۷، ۲۰۰۳، ۲۰۲۲ و میزبانی مشترک ۲۰۱۲–۲۰۱۳ و ۲۰۲۳ بوده است.

### فوتبال
فوتبال در فنلاند، بر خلاف اکثر کشورهای اروپایی، محبوب‌ترین ورزش از نظر تماشاگر نیست و بعد از هاکی روی یخ در رتبه دوم قرار است که از محبوبیت زیادی در این کشور برخوردار است. این ورزش محبوب‌ترین سرگرمی در بین افراد ۳ تا ۱۸ ساله است، در حالی که هاکی روی یخ رتبه ۹ را دارد. جایگاه فوتبال به‌طور مداوم در حال افزایش است و نرخ رشد سالانه این ورزش بیش از ۱۰ درصد بوده است. در فصل ۰۷–۲۰۰۶ بیش از ۱۹٫۹ درصد از بازیکنان ثبت نام شده در فوتبال زن بودند. اتحادیه فوتبال فنلاند (Palloliitto) تقریباً هزار باشگاه عضو دارد. بر اساس نظرسنجی گالوپ، نزدیک به ۴۰۰۰۰۰ نفر فوتبال را در سرگرمی‌های خود قرار می‌دهند. باشگاه فوتبال هلسینکی موفق‌ترین باشگاه فوتبال فنلاند است و ۳۲ بار قهرمان فنلاند شده است. همچنین تنها باشگاه فنلاندی است که در لیگ قهرمانان اروپا و لیگ اروپا در مرحله گروهی بازی کرده است.

### فلوربال
فلوربال از دیگر ورزش‌های محبوب در این کشور است. فنلاند یکی از سه کشور مؤسس فدراسیون بین‌المللی فلوربال بوده است. تیم ملی فلوربال مردان فنلاند قهرمان مسابقات جهانی فلوربال در سال‌های ۲۰۰۸، ۲۰۱۰، ۲۰۱۶ و ۲۰۱۸ شده است و فلوربال تنها ورزش تیمی است که فنلاند از عنوان قهرمانی جهان در آن دفاع کرده است و در سال‌های ۱۹۹۶، ۲۰۰۰، ۲۰۰۲، ۲۰۰۶، ۲۰۱۲، ۲۰۱۴ نیز دوم شد. فنلاند میزبان مسابقات جهانی فلوربال مردان در سال‌های ۲۰۰۲ و ۲۰۱۰، ۲۰۲۰ بوده است. این بازی شبیه هاکی روی زمین انجام می‌شود و در هر تیم پنج بازیکن و یک دروازه‌بان حضور دارند.

### موتوراسپرت
ورزش موتوری در فنلاند در دهه ۱۹۵۰ با شروع مسابقات رالی محبوب شد. در دهه ۱۹۶۰، رانندگان فنلاندی رالی مانند رانو آلتونن، تیمو مکینن و پائولی تویوونن بر مسابقات بین‌المللی تسلط داشتند و از آن زمان تاکنون فنلاند را به موفق‌ترین کشور در مسابقات رالی قهرمانی جهان تبدیل کرده‌اند. یوها کانکونن و تومی مکینن هر دو در طول دوران حرفه ای خود چهار بار قهرمان جهان شدند و مارکوس گرونهولم دو بار در سال‌های ۲۰۰۰ و ۲۰۰۲ این عنوان را به دست آورد. پس از ۲۰ سال، کاله رووانپرا در سال ۲۰۲۲ قهرمان جهان شد. رویداد WRC فنلاند، سالانه ۵۰۰۰۰۰ تماشاگر دارد. شهر یووسکوله در منطقه مرکزی فنلاند اغلب به عنوان محل اصلی مسابقات رالی فنلاند بوده است.

## لیگ‌های ورزشی
- لیگ برتر فوتبال فنلاند